# Rina Imaoka
Rina Imaoka (今岡 りな, Imaoka Rina), est une gymnaste rythmique japonaise, née le 22 mars 2003 à Saitama (Japon).

## Palmarès

### Championnats du monde
- Kitakyūshū 2021
  -  Médaille de bronze en groupe 5 ballons.
  -  Médaille de bronze en groupe 3 cerceaux + 4 massues.